# Lokomat (Kürschnerei)

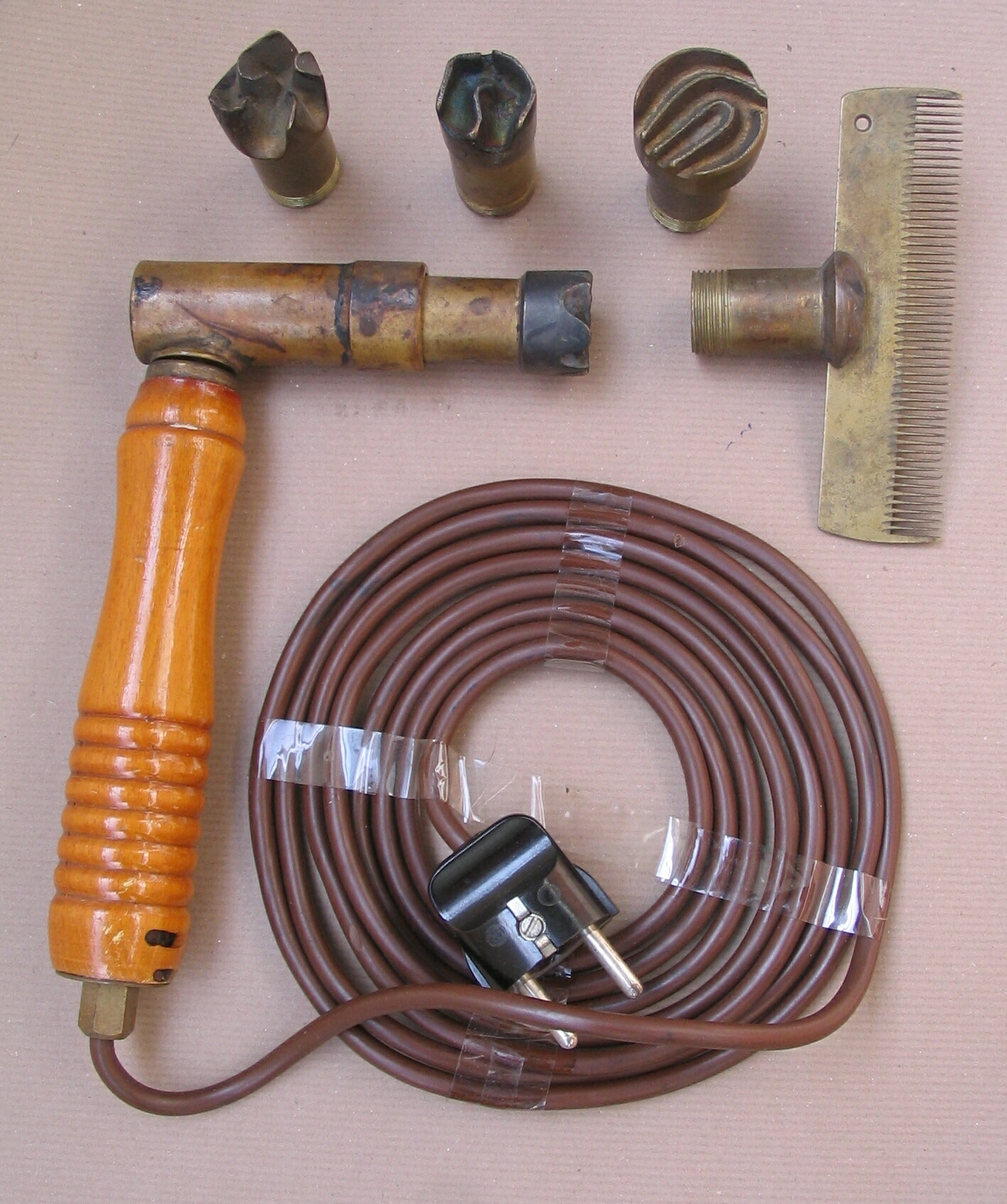
Lokomat mit Lockenvorsätzen und Messingkamm-Vorsatz

Der Lokomat ist ein Handwerkszeug der Kürschnerei und der Pelzkonfektion. Er dient zum Lockigmachen oder Moirieren von (störenden) glatthaarigen, „flatschigen“ Stellen in gelockter oder moirierter Pelzkonfektion, vor allem aus Karakul- beziehungsweise Persianerfell. Ein gegen die Lockenvorsätze austauschbarer beheizbarer Fellkamm aus Messing ergänzte später das Gerät.

## Allgemein
Der Lokomat wird hauptsächlich in der Billigproduktion eingesetzt, das Ergebnis des Bügelprozesses ist, insbesondere beim Nasswerden, nicht von Dauer. Üblicherweise werden solche Stellen nicht durch Bügeln „verbessert“, sondern bereits bei der Fellverarbeitung ausgewechselt.
Entwickelt wurde das Gerät von den Unternehmern Heinz Franke, Rauchwarenhändler in Frankfurt am Main und Alex Muller, Pelzkonfektionär in New York. Der New Yorker Pelzkonfektionär beschäftigte sich vor allem mit den Untersorten des Karakulfells. In diesen Sorten finden sich besonders viele der glatthaarigen Flatschen-Stellen. Die Überlegung wie diese ohne große Kosten kaschiert werden können führte ihn, zusammen mit Heinz Franke, zur Konstruktion des Geräts. Laut Herstellerangabe war der Apparat „patentamtlich geschützt in allen europäischen Ländern“.
Bereits früher hatte man sich Gedanken über die Verbesserung schlechtgelockter Persianer und anderer Lockenfelle gemacht. Um 1937 hieß es: „Die Locken dieser Felle können mit der Brennschere verbessert werden“. Im Jahr 1955 gab es eine Meldung, dass einige südafrikanische Karakulzüchter versucht haben sollen, „durch besondere Manipulationen das Aussehen der Locken bereits in den gelieferten Persianerfellen zu verbessern“. Offenbar waren die Rohfelle mit Brennscheren behandelt worden, was bereits den Gerbprozess auf keinen Fall überdauert hätte. Es hieß weiter, „Im Interesse des Aussehens der SWA-Persianerfelle hat die Züchterorganisation in Windhoek Maßnahmen getroffen, um solche »Verbesserungen« in Zukunft zu verhindern“.
Der Lokomat kam etwa zwischen 1955 und 1965 auf den Markt. Als die Mode sich in den 1970er Jahren weitgehend vom Persianer abwandte und stattdessen den Nerz favorisierte, verlor auch der Lokomat an Bedeutung. Seit etwa um diese Zeit wurde er nicht mehr hergestellt.

## Anwendung
Der Hersteller versprach:
1. Keine Flatschen mehr
2. Kein Herausschneiden mehr
3. Kein sichtbarer Ansatz von Fellen
4. Enorme Fellersparnis

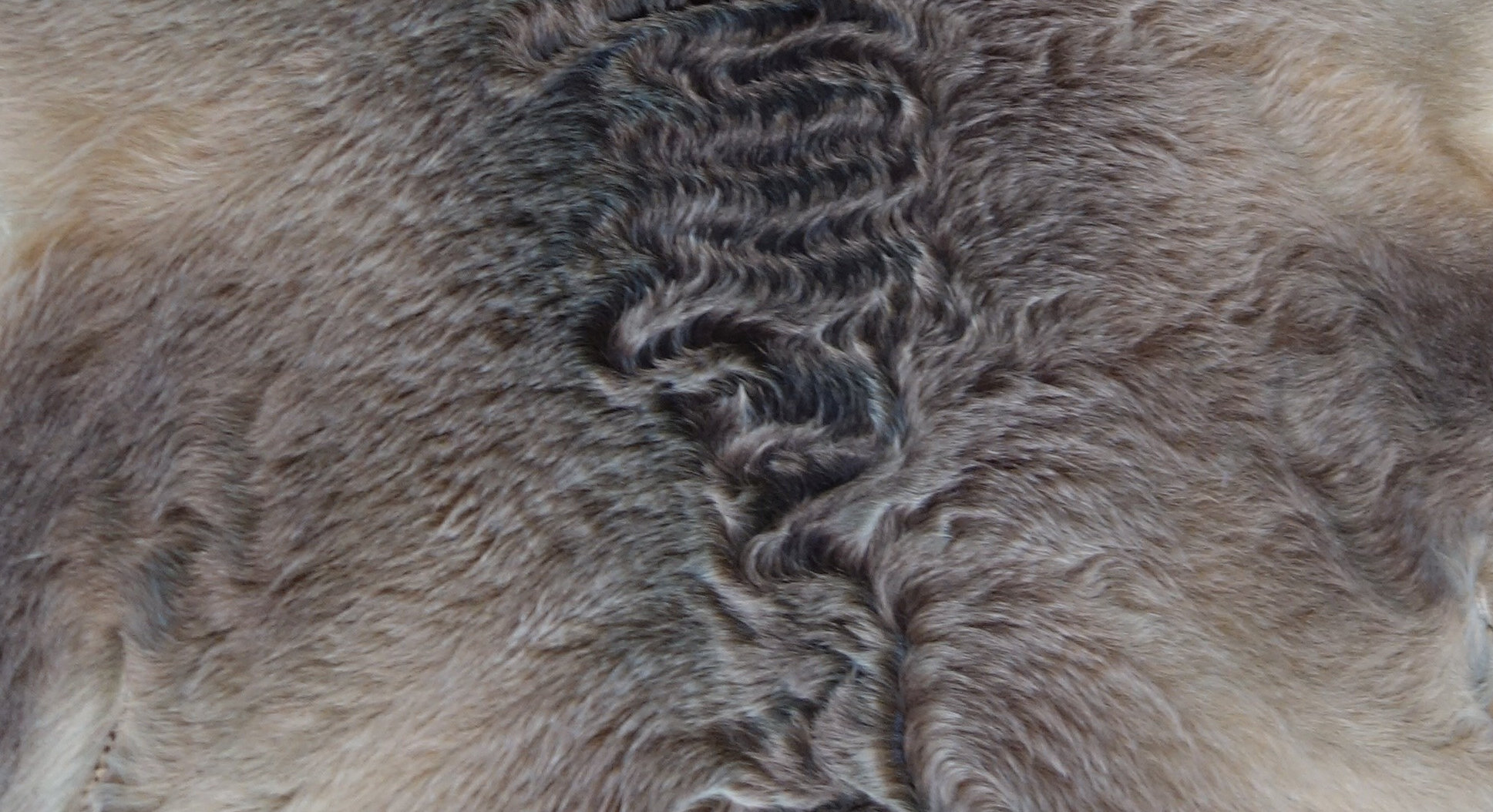
Kopfpartie eines moirierten Swakarafells mit flatschigen Fellseiten

5. Arbeit durch den Lehrling auszuführen
6. Fünf verschiedene Lockenhersteller zum Auswechseln.[2]

Zitate: 

„Der »Lokomat« besitzt einen Thermostat; dadurch ist ein Überhitzen oder Verbrennen der Felle unmöglich.
„Der  »Lokomat« ist gebrauchsfähig, wenn die Spitze, das heißt der Lockenhersteller, heiß ist.“
„Man drückt die Spitze gegen den Strich des Felles und so entstehen die gewünschten Locken. Zur stärkeren Lockung der zu behandelnden Stelle drehe man den »Lokomat« leicht nach rechts oder links.““

## Lockenprägepresse
Mit der Lockenprägepresse werden durch Bügeln, ähnlich wie beim Lokomat, auf ganzen Fellen mit einem glatten Haar Locken oder Ondulierungen erzeugt. Dafür eignen sich besonders Kaninfelle und verschiedene Arten von Lammfellen. Das hierbei angewandte Verfahren ist jedoch weitaus umfangreicher und das Ergebnis dauerhafter als beim Lokomat.
Die Maschine entspricht in ihrer Arbeitsweise einer hydraulischen Presse, die mit hohem Druck und geeigneten Werkzeugen den gewünschten Effekt erzielt. Das Haar wird hierbei erst plastisch gemacht, zum Beispiel durch eine Säurebehandlung, um anschließend mit Prägeapparaturen verformt zu werden. Danach erfolgt eine verfestigende Behandlung mit Wasserstoffperoxyd. Die so erhaltenen Lockenprägungen sind, je nach Verfahrensart und Fellart, zum Teil sehr gut haltbar.